# Seminário de Chicoutimi

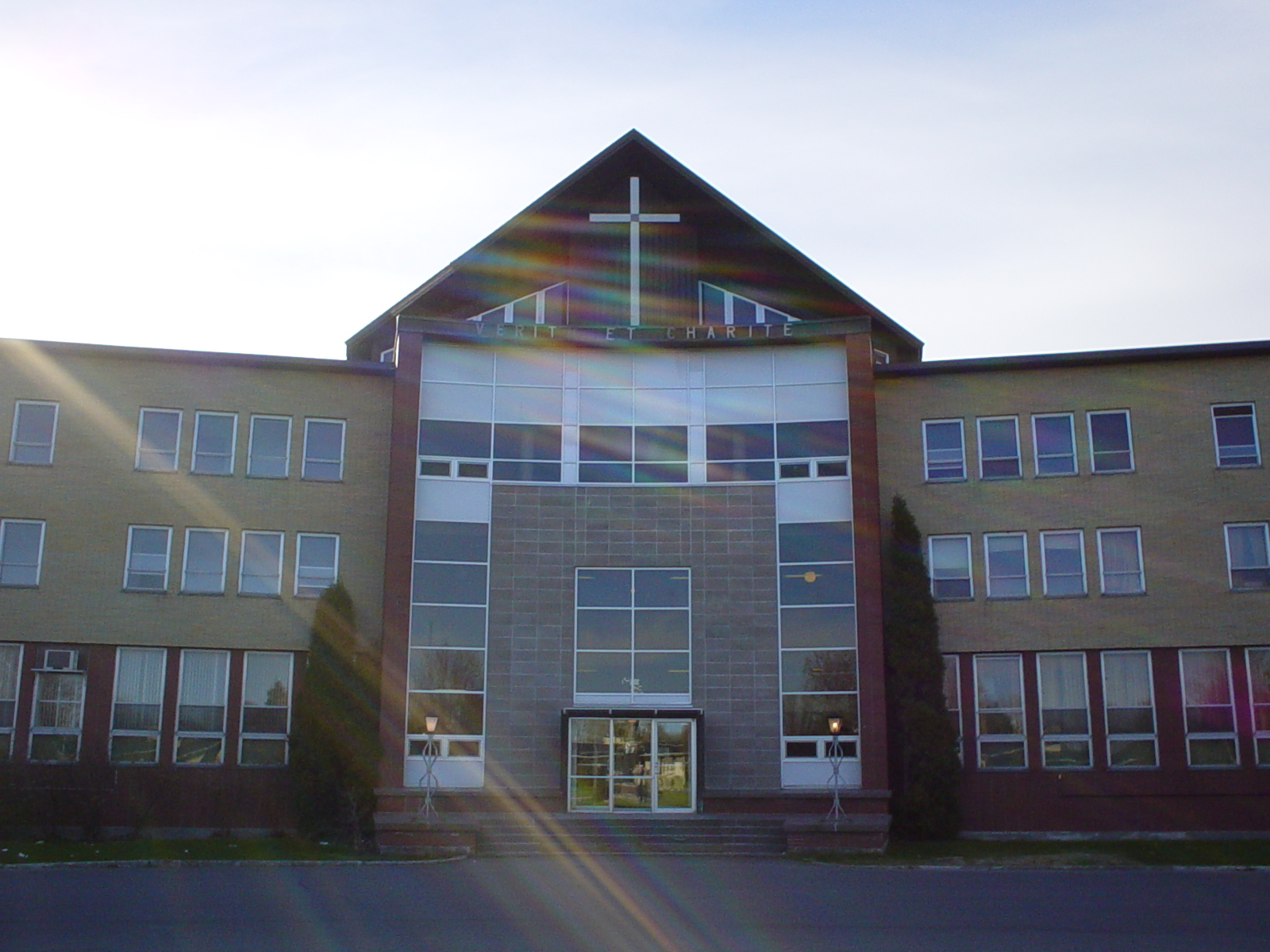

Seminário de Chicoutimi (em francês: Séminaire de Chicoutimi) é uma colégio privado de Quebec situado em Chicoutimi. Ele oferece cinco níveis do secundário. Pela associação com o Ministério da Educação, Recreação e Esportes de Quebec (MEL), após cinco anos de estudo, o seminário está autorizado a adjudicar o diploma do ensino médio (DES) para seus alunos.
O seminário foi fundado em 1873 por Dominique Racine, primeiro bispo da Diocese de Chicoutimi. Teve alunos ilustres como o jogador de hóquei no gelo Georges Vézina.